# Oskar Bider

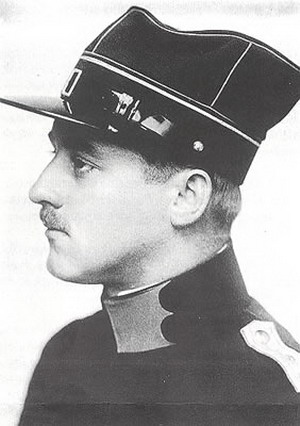
Oskar Bider, 1915

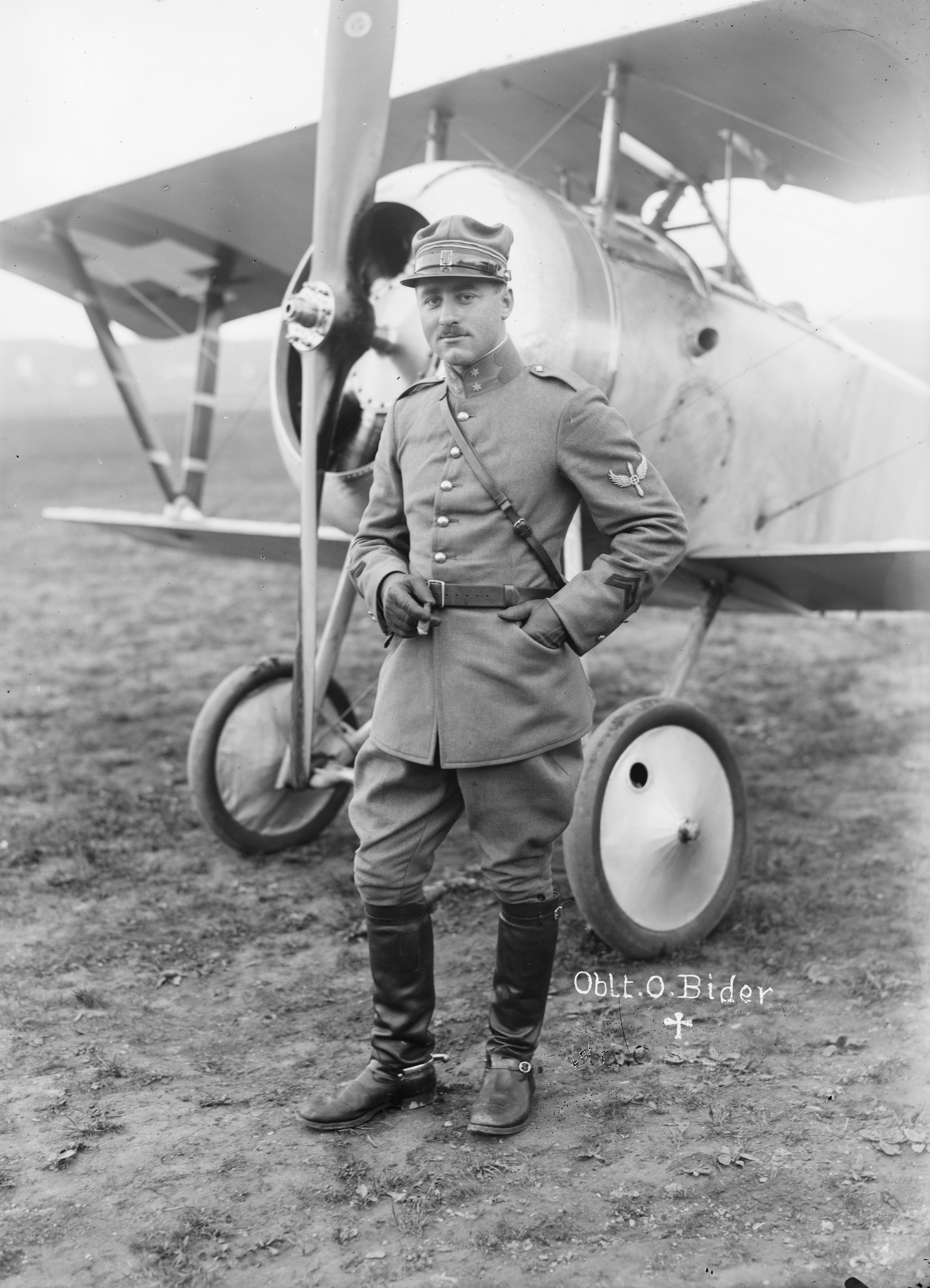
Oskar Bider vor einer Nieuport 23 C-1 in Dübendorf. Mit diesem Flugzeug verunglückte er im Juli 1919 tödlich

Oskar Marcus Bider (* 12. Juli 1891 in Langenbruck; † 7. Juli 1919 in Dübendorf) war ein Schweizer Flugpionier.

## Herkunft und Jugend
Oskar Bider wuchs im basel-landschaftlichen Langenbruck als Sohn des Jakob Bider (Tuchhändler und Landrat) und der Frieda Maria Glur auf. Er absolvierte nach der Primarschule die Bezirksschule in Waldenburg. Da er nicht das Geschäft seines Vaters übernehmen, sondern Landwirt werden wollte, besuchte er 1908/09 die landwirtschaftliche Schule Waldhof in Langenthal BE, im Sommer 1909 einen Kurs an der Handelsschule in Basel und 1909/10 den Winterkurs an der kantonalen landwirtschaftlichen Schule Rütti in Zollikofen BE. 1910 arbeitete er als Praktikant bei seinem Paten in Bad Bubendorf.

## Traum vom Fliegen

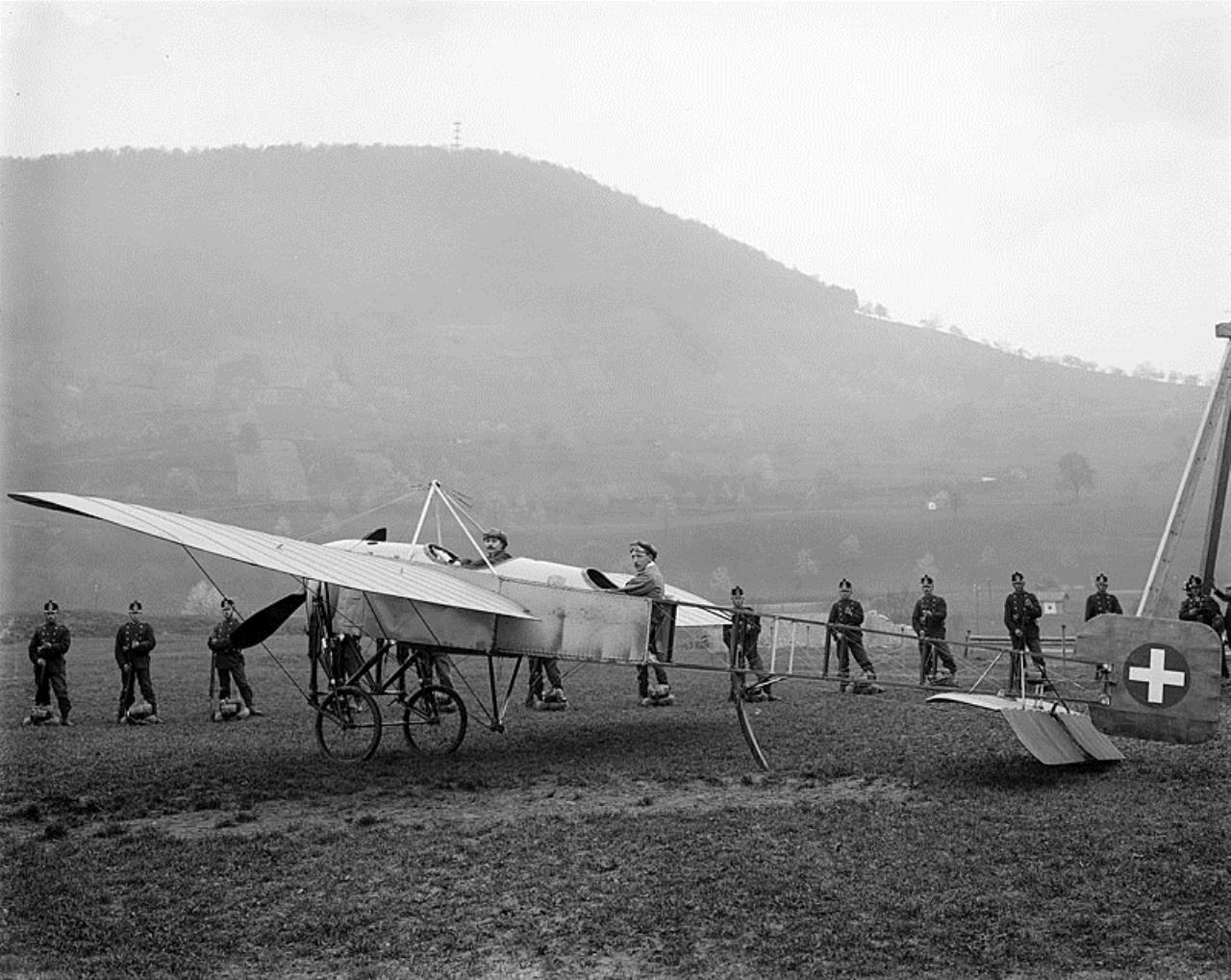
25. April 1913, Oskar Bider landet auf dem Gitterli, Liestal.

Nach der Rekrutenschule 1911 verbrachte er ein Jahr als Gaucho auf der Farm der Familie Huber-Berli in Romang, Provinz Santa Fé, Argentinien. 1912 kehrte er nach Europa zurück und trat im November in Blériots Fliegerschule in Pau, am Nordfuss der Pyrenäen, ein. Dort liess er sich zum Piloten ausbilden und erlangte nach einem Monat ein internationales Fliegerbrevet. Mit einer Blériot XI überquerte er am 24. Januar 1913 als erster Pilot die Pyrenäen von Pau nach Madrid. Durch den Pyrenäenflug wurde Bider in der Schweiz schlagartig bekannt.

## Alpenüberquerung

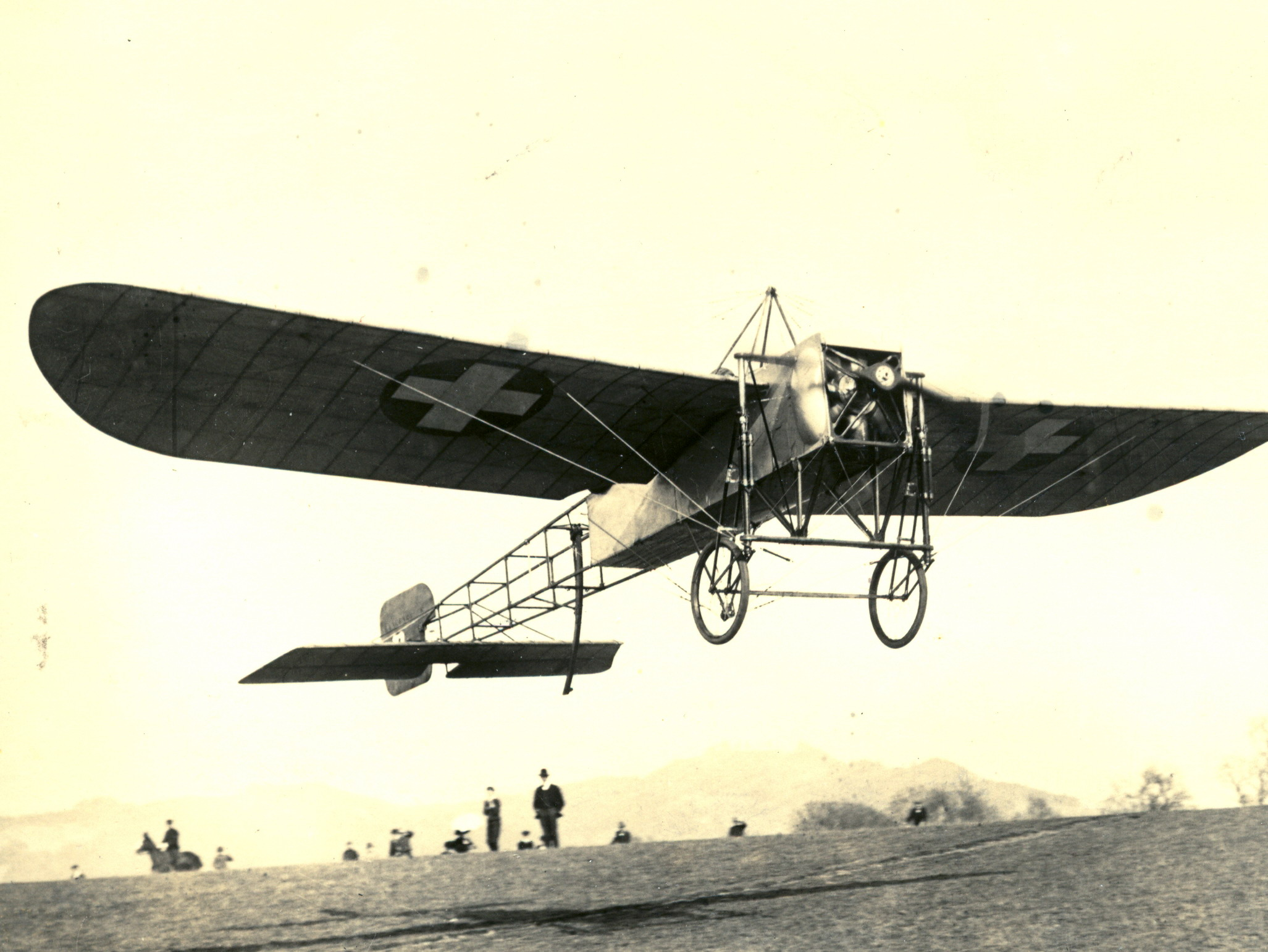
Start von Biders Alpenüberflug am 13. Juli 1913 (Flugplatz Bern-Beundenfeld)

Biders grosses Ziel aber war, was drei Jahre vorher für den Flieger Geo Chavez von Brig aus tödlich geendet hatte: die Überfliegung der Alpen von Bern nach Mailand. Seinen ersten Plan einer direkten Alpenüberquerung gab er auf, da ihm ein Probeflug zeigte, dass sein Flugzeug mit dem 70-PS-Motor in der dünnen Bergluft nur mit dem Gewicht des halbvollen Tanks die nötige Flughöhe erreichte. Daher sah er in Domodossola eine Zwischenlandung zur Treibstoffaufnahme vor.
Am Tag nach seinem 22. Geburtstag, am 13. Juli 1913, um vier Uhr früh, startete Bider in Bern Richtung Italien. Das Jungfraujoch bildete am Anfang das grösste Hindernis und über eine halbe Stunde lang rang der Flieger um die letzten hundert Meter, bis er die erforderliche Höhe von 3.600 Metern erreichte. Um 6.10 Uhr überflog er mit etwa hundert Meter Höhenabstand das Jungfraujoch und gelangte darauf ohne Schwierigkeiten nach Domodossola und danach nach Mailand.
13 Tage wartete er in Mailand auf gutes Wetter und flog dann sein Flugzeug über den Lukmanierpass und den Chrüzlipass zurück in die Nordschweiz, wo er in Liestal landete, um nachzutanken und seinen Weg über Basel nach Bern zu vollenden. Er hat damit als erster Mensch mit einem Flugzeug die Alpen vollständig und in beiden Richtungen überquert.

## Nonstopflug Paris–Bern
An Weihnachten 1913 erzielte Bider mit dem Direktflug Paris–Bern einen neuen Rekord, war er doch vier Stunden und 20 Minuten lang ohne Zwischenlandung in der Luft.

## Erster Weltkrieg

Lt Bider mit seinen Fliegeraspiranten (1914–1918)

Als im Sommer 1914 der Erste Weltkrieg ausbrach, wurden Oskar Bider und die kleine Schar ausgebildeter schweizerischer Piloten mit ihren Flugzeugen in die Nähe von Bern einberufen und bildeten die neugeschaffene Fliegertruppe. Er wurde zum Chefpiloten ernannt. 1917 beförderte Bider Max Cartier zum Leutnant der Fliegergruppe.

## Umrundung der Schweiz
Nach dem Weltkrieg, am 21. Juni 1919, vollbrachte Bider eine weitere grosse fliegerische Leistung, die besonders der zivilen Luftfahrt zugutekam. An jenem Tag startete er mit einem Doppeldecker und zwei Passagieren in St. Jakob bei Basel zu einem Flug rund um die Schweiz. Die vorgesehenen Zwischenlandungen gelangen gut, und nach 7½ Stunden setzte Oskar Bider wieder am Ausgangspunkt auf.

## Absturz
Am 7. Juli 1919 führte Bider in Dübendorf nach einem Abschiedsfest und einer durchwachten Nacht Flugakrobatik vor. Dabei verunglückte er tödlich. Bider wurde 28 Jahre alt. Aussagen von Zeugen und Belege wie eine allerdings nicht beglaubigte Abschrift eines Briefes des Segelflugkonstrukteurs Jakob Spalinger liessen und lassen einen Suizid in Betracht ziehen.

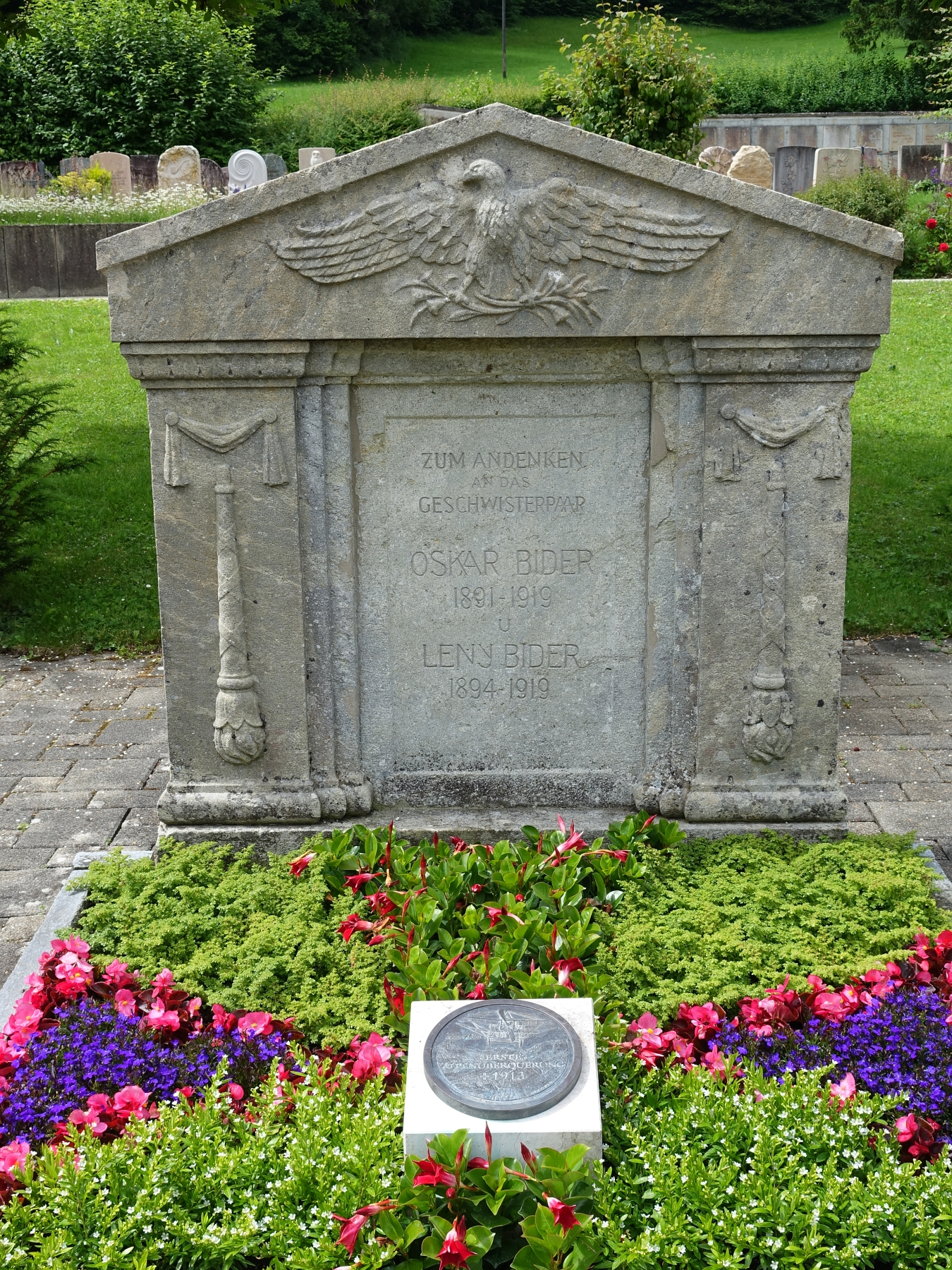
Grab in Langenbruck

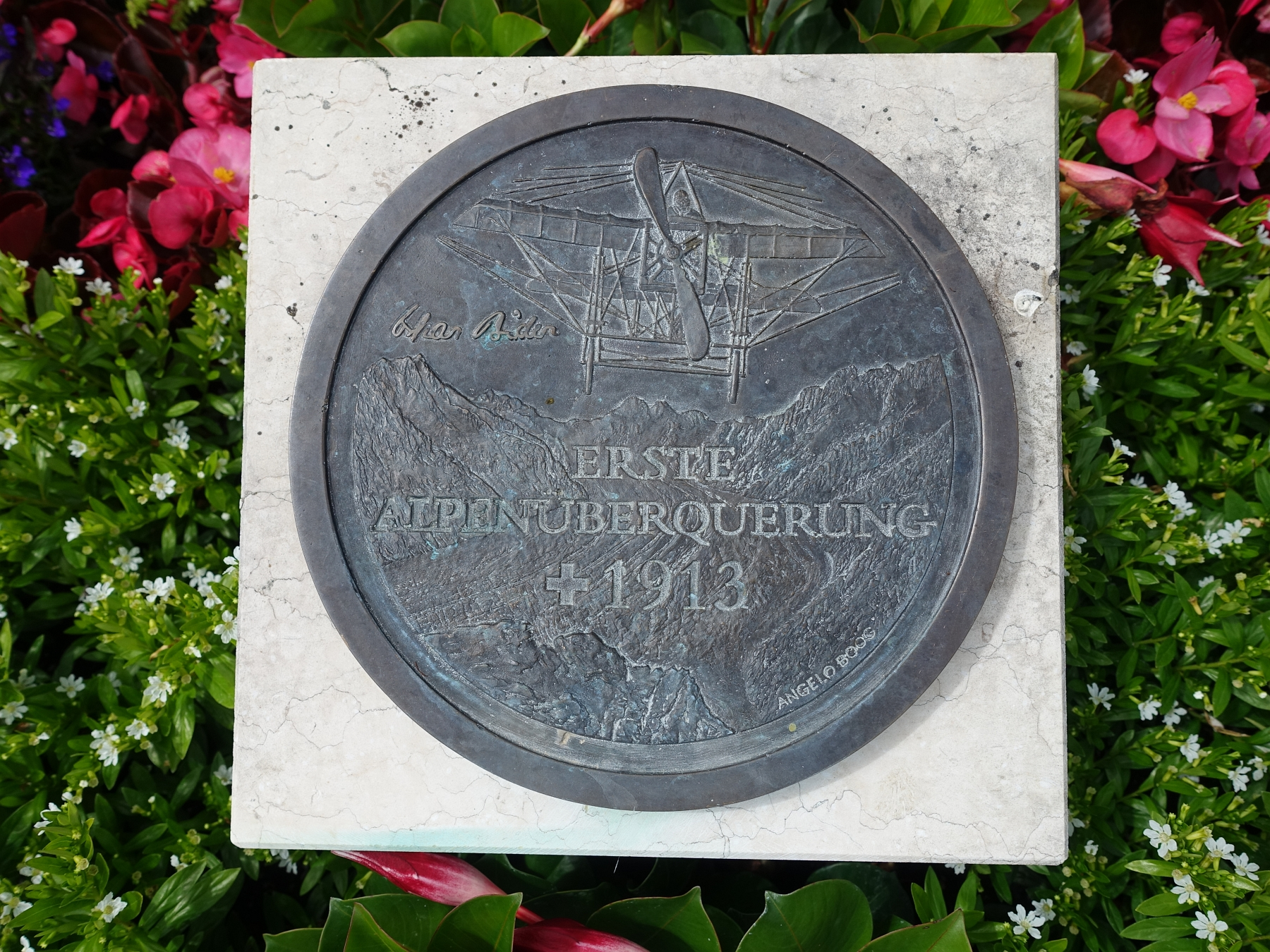
Gedenkmedaille

Seine Fliegerkarriere dauerte nur sechseinhalb Jahre, aber er konnte mit seinen Pionierleistungen die schweizerische Bevölkerung für die Fliegerei begeistern.
Biders Schwester Leny, die ihm nahegestanden hatte, nahm sich aus Kummer über den Tod ihres Bruders, vielleicht auch aus Angst vor ihrer Zukunft, am selben Tag das Leben. Sie hatte vor dem Ersten Weltkrieg als erste Baselbieter Filmschauspielerin und später als Modistin gewirkt und wurde 25 Jahre alt. Seit 2009 erinnert der Leny-Bider-Platz in Langenbruck an sie.

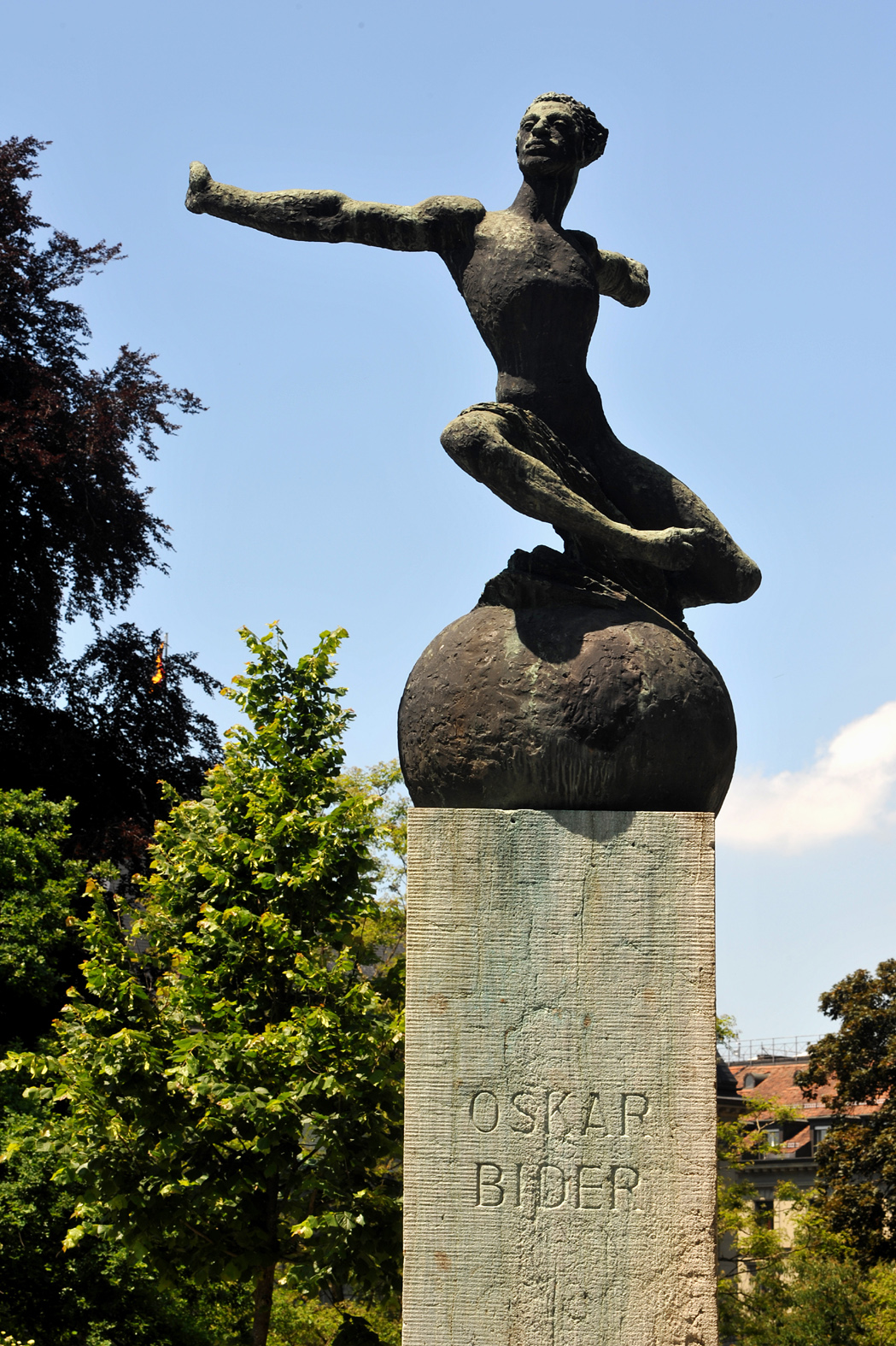
Bider-Denkmal auf der Kleinen Schanze

## Erinnerung
In Bern auf der Kleinen Schanze steht ein Denkmal für den Flugpionier Oskar Bider, das von Hermann Haller gestaltet wurde. Es zeigt einen Mann mit weit ausgebreiteten Armen, als wolle er von Bern wegfliegen, hinaus in die weite Welt – so wie Bider dies 1913 beim Alpenflug von Bern nach Mailand tat.
In Zürich, Bern, Biel/Bienne, Dübendorf, Liestal, Langenbruck, St. Gallen, Sitten und Vernier wurde jeweils eine Strasse nach Bider benannt.
Die Genossenschaft In Memoriam Bider/Mittelholzer/Zimmermann trug ihren Namen auch ihm zu Ehren.
Am 7. Juli 2019 war ein Überflug der Patrouille Suisse der Schweizer Luftwaffe über seine Heimatgemeinde Langenbruck geplant. Der Pilot im Leitflugzeug vom Typ Tiger F-5E sah im Anflug ein grosses Festzelt (das des Jodlerfests im 3 km westlich gelegenen Mümliswil) und nahm fälschlicherweise Kurs auf dieses Ziel. Da die Flugzeuge nur wenige hundert Meter über Grund flogen, sah man in Langenbruck nur ihren Anflug. Die alten Maschinen sind nicht mit GPS ausgerüstet.
Am 21. Oktober 2020 um 15.46 Uhr erfolgte der erfolgreiche Erstflug mit der nachgebauten Nieuport 23 C-1.

## Belletristik
- Paul Ilg: Probus. Roman. Ringier, Zofingen 1922.
- Michael Düblin: Der Alpenflug. Roman. Verlag Johannes Petri, Basel 2012, ISBN 978-3-03784-022-1.
- Peter Brotschi: Biders Nacht. Roman. Knapp Verlag, Olten 2018, ISBN 978-3-906311-50-0.

## Film
- Bider der Flieger: schweizerische Piloten-Filmbiografie aus dem Jahre 1941 von Leonard Steckel.
- 1. Alpenflug von Oskar Bider, Dokumentarfilm Schweizer Fernsehen DRS aus dem Jahre 1963 von Gaudenz Meili